# جو سایمن
جوزف هِنری «جو» سایمن (انگلیسی: Joseph Henry "Joe" Simon) یک نویسندهٔ کتاب‌های کُمیک، هنرمند، ویراستار و ناشر اهل است.
او سر ویراستار انتشارات «تایملی کامیکس» بود که بعدها مبدل به مارول کامیکس شد.